# Pierre Darmon
Pour les articles homonymes, voir Pierre Darmon (homonymie).
Pierre Darmon, né le 14 janvier 1934 à Tunis, est un joueur de tennis français des années 1950 et 1960.
Il a atteint la finale des Internationaux de France en 1963.

## Biographie
Né dans le Protectorat français de Tunisie, Pierre Darmon est entraîné à ses débuts par Jacques Beigbeder. En 1950, il devient champion de France cadet. L'année suivante, il s'adjuge la Coupe Galea avec Robert Haillet, Gérard Pilet et Laurent Lemyze. Il s'impose de nouveau en 1953 aux côtés de Gérard Pilet et Jean-Noël Grinda. Il détient également deux titres de champion de Tunisie, acquis en 1951 et 1954.
Il débute sur le circuit international en 1956 et connait dans le même temps ses premières sélections en Coupe Davis et s'illustre par une victoire sur Nicola Pietrangeli au stade Roland-Garros en demi-finale de la zone européenne. Pilier de l'équipe, il participe à 34 rencontres jusqu'en 1967, remportant 44 matchs en simple pour 17 défaites. Il détient toujours le record de victoires totales (47) et en simple dans la compétition et est devancé au nombre de rencontres par François Jauffret (35). En 1964, il dispute la finale de la zone européenne, signant une victoire lors du premier simple face au Suédois Ulf Schmidt.
Joueur au style élégant, avec un beau revers et une excellente volée, il s'est surtout distingué en étant Champion de France du National à neuf reprises (un record) en 1957, 1959, 1960, 1961, 1963, 1965, 1966, 1967 et 1968. Il compte aussi deux succès en double, associé à Gérard Pilet en 1961 et François Jauffret en 1966. Classé numéro 1 français de 1959 à 1968, il domine sans partage sur le tennis français au cours des années 1960.
Durant sa longue carrière, il connaît l'une de ses plus grandes victoires face au grand joueur australien Lew Hoad alors numéro 1 mondial, en quart de finale du championnat du Colorado en 1956, à Denver. Sur une surface en dur, s'impose sur le score de 6-3, 12-10. Il se qualifie ensuite en finale et s'incline avec les honneurs contre le joueur américain Art Larsen, tête de série numéro deux du tournoi (6-4, 3-6, 6-4, 12-10).
Quart de finaliste des Internationaux de France à deux reprises en 1958 et 1962, il se distingue particulièrement en 1963 en parvenant en finale grâce à des succès sur Bobby Wilson et surtout Manuel Santana, vainqueur deux ans auparavant (6-3, 4-6, 2-6, 9-7, 6-2). C'est finalement le champion d'Australie Roy Emerson qui le bat en finale (3-6, 6-1, 6-4, 6-4). En 1964, Santana prend sa revanche en demi-finale (8-6, 6-4, 3-6, 2-6, 6-4) et remportera une nouvelle fois le tournoi. Il connait une dernière significative en Grand Chelem à Roland-Garros en 1967 avec un quart de finale face à Emerson.
Pierre Darmon reçoit en 1966 les insignes de chevalier de l'Ordre national du Mérite de la main du grand joueur français René Lacoste. Le 8 mars 1967, pendant le tournoi international de Moscou, on lui décerne aussi le Prix spécial des Écrivains par la Gazette Littéraire.
En octobre 1968, il participe aux Jeux olympiques de Mexico et s'adjuge aux côtés du Mexicain Joaquín Loyo Mayo une médaille d'argent en double dans l'épreuve d'exhibition et une en bronze dans le tournoi de démonstration. Mettant fin à sa carrière peu après un neuvième titre en douze ans lors du National contre Georges Goven, il accède ensuite au poste de directeur du tournoi de Roland-Garros qu'il occupe jusqu'en 1978. Il est remplacé par Christian Duxin. Entre 1974 et 1979, il a été capitaine de l'équipe de France de Coupe Davis.
Il fait partie de l'International Jewish Sports Hall of Fame depuis 1997. Lors du Masters de Paris-Bercy 1997, il est décoré de la Légion d'honneur par Robert Abdesselam.
En juin 2019, le Hall of Fame lui remet un Golden Achievement Award pour récompenser ses contributions au domaine du tennis.
Il est l'époux de la joueuse de tennis mexicaine Rosie Reyes et le père d'Elisabeth Darmon, professeure de tennis.

## Palmarès (partiel)

### Titres en simple
- 1955 (17 oct) Tunis Tennis Club, bat Robert Haillet 4-6, 6-3, 6-2, 6-2[11]
- 1957 (3 fév) Cologne German Indoors, bat Torsten Johansson 10-8, 6-0, 9-7
- 1957 (7-13 oct) Le National-Bordeaux, bat Robert Haillet 4-6, 6-3, 6-0, 6-4[12]
- 1958 (12 juil) Nottingham, bat Paul Rémy 6-4, 6-2
- 1959 (13 sept)	Toulouse TOEC, bat Pierre Jauffret 7-9, 6-1, 6-4[13]
- 1959 (27 sept) Croix-Catelan Coupe Porée, bat Jean-Noël Grinda 10-8, 6-2, 6-3[14]
- 1959 (5-11 oct) Le National-Bordeaux, bat Robert Haillet 4-6, 6-3, 6-0, 6-4[15]
- 1959 Montana, bat Jaroslav Drobný 6-4, 8-10, 6-4, 2-6, 6-0
- 1959 Paris, bat Gérard Pilet 6-2, 1-6, 3-6, 6-3, 6-1
- 1960 (3-9 oct) Le National-Oran, bat Gérard Pilet 6-1, 2-6, 6-2, 6-3[16]
- 1960 Le Touquet, bat William "Pato" Alvarez
- 1960 Kitzbuhel, bat Roy Emerson 2-6, 1-6, 6-1, 6-3, 6-3
- 1961 Paris Coupe André Ewbank, bat Gérard Pilet 4-6, 6-2, 6-4
- 1961 Nice, bat Warren Woodcock 6-2, 6-4, 2-6, 6-1
- 1961 (16 avril) Aix-en-Provence "Raquette d'or", bat Robin Sanders 6-0, 6-1 abn[17]
- 1961 (22 avril) Paris International, bat Gérard Pilet 4-6, 6-3, 6-3, 6-1[18]
- 1961 Paris, bat Michel Leclercq 6-3, 7-5, 4-6, 6-1
- 1961 (29 août) Poertschach Championnat d'Autriche, bat Luis Ayala 6-1, 3-6, 9-7, 6-1[19]
- 1961 (24 sept-1er oct) Le National-Cannes, bat Jean-Noël Grinda 9-11, 7-5, 6-0, 6-2[20]
- 1961 Buenos Aires International, bat Enrique Morea 6-1, 6-1, 6-1
- 1961 Santiago, bat Whitney Reed 6-2, 6-1, 6-4
- 1962 Paris, bat Jean-Claude Barclay 5-7, 6-2, 6-2
- 1962 Lyon, bat Jean-Noël Grinda 6-2, 6-2, 6-1
- 1962 Nice, bat Wilhelm Bungert 6-1, 6-1, 0-6, 6-2
- 1962 Montluçon, bat Alan Lane 6-0, 6-3
- 1962 Monte-Carlo, bat Boro Jovanović 6-2, 6-1, 6-3
- 1963 Paris, bat Alan Lane 5-7, 6-4, 6-1, 6-3
- 1963 Biarritz, bat Alan Lane 6-4, 6-0, 6-1
- 1963 Monte-Carlo, bat Jan Erik Lundquist 6-2, 2-6, 6-1, 5-7, 6-4
- 1963 Nice, bat István Gulyás 8-10, 6-3, 6-2, 7-5
- 1963 Le Touquet, bat Gordon Forbes 6-1, 8-6, 6-0
- 1963 (sept) Croix-Catelan Coupe Porée, bat François Jauffret 6-3, 6-2, 6-2
- 1963 (7-13 oct) Le National-Bordeaux, bat Alain Bresson 6-1, 6-0, 6-3[21]
- 1964 Menton, bat István Gulyás 6-2, 6-2, 6-4
- 1964 Bagnères, bat Eduardo Soriano 6-2, 6-3
- 1964 Paris, bat Nikola Pilić 6-3, 6-4, 6-3
- 1964 Lyon, bat Pierre Barthes 6-3, 5-7, 6-3, 6-3
- 1964 Aix-en-Provence "Raquette d'or" , bat Martin Mulligan 6-4, 6-2, 6-1
- 1964 Québec, bat Nicola Pietrangeli 8-6, 6-4
- 1964 (9 août) Saint-Lunaire, bat Michel Leclercq 6-3, 6-3[22]
- 1965 St Gervaise, bat Patricio Rodriguez 6-1, 6-2, 6-2
- 1965 Deauville Coupe du Centenaire, bat Pierre Barthes 6-4, 6-2, 6-0
- 1965 (sept) Croix-Catelan Coupe Porée, Bill Alvarez 1-6, 6-4, 6-4, 3-6, 6-3
- 1965 (4-10 oct.) Le National-Cannes, bat François Jauffret 6-3, 6-4, 6-3[23]
- 1966 Deauville, bat Cliff Drysdale 6-2, 11-9, 6-1
- 1966 (sept.) Croix-Catelan Coupe Porée, bat Jean-Pierre Courcol score ?
- 1966 (3-9 oct) Le National-Bordeaux, bat Georges Goven  6-3, 6-2, 6-2[24]
- 1966 Le Touquet, bat Fred Stolle 6-4, 6-4, 3-6, 6-3
- 1967 Moscou International Indoor, bat Alex Metreveli 4-6, 17-15, 6-2, 2-6, 9-7
- 1967 Paris partagé avec François Jauffret
- 1967 Saint Palais, bat François Jauffret 6-3, 6-0, 6-4
- 1967 Le Touquet, bat Nicky Kalogeropoulos 6-3, 7-5, 6-4
- 1967 Hossegor, bat Jean-Claude Barclay 1-6, 6-2, 6-1
- 1967 (sept.) Croix-Catelan Coupe Porée (5), bat Jan Kodeš 6-1, 6-2, 6-2
- 1967 (2-8 oct) Le National-Beaulieu-sur-Mer, bat François Jauffret  4-6, 6-4, 6-3, 6-2[25]
- 1968 (30 sept-6 oct) Le National-Macon, bat Georges Goven 6-1, 6-2, 6-2
- 1968 Aix-en-Provence "Raquette d'or", bat Daniel Contet 7-5, 6-1, 8-6[26]

### Titres en double mixte
- 1965 Hobart Tasmanian Championships (Tasmanie) avec Rosy Darmon

## Parcours dans les tournois duGrand Chelem

### En simple
| Année | Open d'Australie | Open d'Australie | Internationaux de France | Internationaux de France | Wimbledon       | Wimbledon       | US Open        | US Open      |
| ----- | ---------------- | ---------------- | ------------------------ | ------------------------ | --------------- | --------------- | -------------- | ------------ |
| 1956  | —                | —                | 3e tour (1/16)           | Sven Davidson            | 1er tour (1/64) | Don Candy       | 2e tour (1/32) | Vic Seixas   |
| 1957  | —                | —                | 2e tour (1/32)           | Sergio Jacobini          | 1er tour (1/64) | Lew Hoad        | —              | —            |
| 1958  | —                | —                | 1/4 de finale            | Mervyn Rose              | 1/8 de finale   | Neale Fraser    | —              | —            |
| 1959  | —                | —                | 1er tour (1/64)          | Jiří Javorský            | 1er tour (1/64) | Neale Fraser    | —              | —            |
| 1960  | —                | —                | 1/8 de finale            | Orlando Sirola           | 1/8 de finale   | Rod Laver       | —              | —            |
| 1961  | —                | —                | 3e tour (1/16)           | Carlos Fernandes         | 2e tour (1/32)  | Rod Laver       | —              | —            |
| 1962  | —                | —                | 1/4 de finale            | Manuel Santana           | 1/8 de finale   | Rod Laver       | —              | —            |
| 1963  | —                | —                | Finale                   | Roy Emerson              | 2e tour (1/32)  | Bob Howe        | 1/8 de finale  | Rafael Osuna |
| 1964  | —                | —                | 1/2 finale               | Manuel Santana           | 3e tour (1/16)  | Jaidip Mukerjea | 3e tour (1/16) | Ron Holmberg |
| 1965  | 1/4 de finale    | Tony Roche       | 1/8 de finale            | John Newcombe            | 2e tour (1/32)  | Arthur Ashe     | —              | —            |
| 1966  | —                | —                | 1/8 de finale            | Cliff Drysdale           | 1/8 de finale   | Dennis Ralston  | —              | —            |
| 1967  | —                | —                | 1/4 de finale            | Roy Emerson              | 3e tour (1/16)  | Nikola Pilić    | —              | —            |
| 1968  | —                | —                | 3e tour (1/16)           | Pancho Gonzales          | 1er tour (1/64) | David Lloyd     | —              | —            |

N.B. : à droite du résultat se trouve le nom de l'ultime adversaire.

### En double
| Année | Open d'Australie | Open d'Australie | Internationaux de France                                                              | Internationaux de France                                                         | Wimbledon           | Wimbledon           | US Open | US Open |
| ----- | ---------------- | ---------------- | ------------------------------------------------------------------------------------- | -------------------------------------------------------------------------------- | ------------------- | ------------------- | ------- | ------- |
| 1963  | —                | —                | —                                                                                     | —                                                                                | Finale J-C. Barclay | R. Osuna T. Palafox | —       | —       |
| 1968  | —                | —                | 2e tour (1/16) F. Jauffret \|\| style="text-align:left;" \| Terry Addison Ray Ruffels | —                                                                                | —                   | —                   | —       |         |
| 1969  | —                | —                | 1er tour (1/32) G. Deniau \|\| style="text-align:left;" \| Premjit Lall Dick Dell     | 1er tour (1/32) J-L. Rouyer \|\| style="text-align:left;" \| Jan Kodeš Jan Kukal | —                   | —                   |         |         |
| 1970  | —                | —                | 1er tour (1/32) Dick Dell \|\| style="text-align:left;" \| Ian Fletcher P. Marmureanu | —                                                                                | —                   | —                   | —       |         |
| 1971  | —                | —                | 1er tour (1/32) P. Álvarez \|\| style="text-align:left;" \| M. Di Domenico A. Panatta | —                                                                                | —                   | —                   | —       |         |

N.B. : le nom du ou de la partenaire se trouve sous le résultat ; les noms des ultimes adversaires se trouvent à droite.